# Basic Art
A Basic Art a Taschen könyvkiadó által 1985-ben alapított könyvsorozat, amelynek első kiadványa a Pablo Picasso életét és munkásságát bemutató Picasso című könyv volt. A Basic Art sorozatban mostanáig közel kétszáz kiadvány jelent meg, amelyeket mintegy húsz nyelvre fordítottak le.

## Basic Art Series 2.0
A Basic Art sorozat elindításának 30. évfordulója alkalmából, 2015-ben a Taschen újratervezte a sorozat köteteit, amelyek egységes dizájnnal, fehér hátterű borítókkal és keménytáblás borítókkal jelennek meg. A Basic Art Series 2.0 című sorozatban az alábbi kötetek jelentek meg.

### Képzőművészet
- Bacon
- Basquiat
- Bosch
- Botero
- Botticelli
- Bruegel
- Caravaggio
- Cezanne
- Chagall
- Christo és Jeanne-Claude
- Dalí
- de Lempicka
- Degas
- Duchamp
- Dürer
- El Greco
- Ensor
- Escher
- Fontana
- Freud
- Friedrich
- Gauguin
- Giger
- Goya
- Haring
- Hirosige
- Hokuszai
- Holbein
- Hopper
- Kahlo
- Kandinszkij
- Kirchner
- Klee
- Klein
- Klimt
- Koons
- Leonardo
- Lichtenstein
- Macke
- Magritte
- Malevics
- Manet
- Marc
- Matisse
- Matisse (gouache)
- Michelangelo
- Miró
- Modigliani
- Mondrian
- Monet
- Morris
- Mucha
- Munch
- O’Keeffe
- Pollock
- Raffaello
- Redon
- Rembrandt
- Renoir
- Richter
- Rivera
- Rockwell
- Rodin
- Rousseau
- Rothko
- Rubens
- Schiele
- Tiziano
- Toulouse-Lautrec
- Turner
- Van Eyck
- Van Gogh
- Vasarely
- Velázquez
- Vermeer
- Warhol

### Képzőművészeti stílusok, irányzatok és egyéb
- Absztrakt expresszionizmus
- Berlin az 1920-as években
- Bécs 1900 körül
- Die Brücke
- Dadaizmus
- Egyiptomi művészet
- Expresszionizmus
- Futurizmus
- Impresszionizmus
- Kubizmus
- Pop-art
- Preraffaeliták
- Reneszánsz
- Önarcképek
- Szimbolizmus
- Szürrealizmus
- Der Blaue Reiter

### Építészet
- Alvar Aalto
- Tadao Ando
- Bauhaus
- Marcel Breuer
- Santiago Calatrava
- Case Study Houses
- Frank Chipperfield
- Ray Eames
- Albert Frey
- Antoni Gaudí
- Walter Gropius
- Josef Hoffman
- Pierre Koenig
- John Lautner
- Le Corbusier
- Adolf Loos
- Charles Rennie Mackintosh
- Richard Meier
- Mies Van Der Rohe
- William Morris
- Richard Neutra
- Oscar Niemeyer
- Andrea Palladio
- Renzo Piano
- Gio Ponti
- Jean Prouvé
- Eero Saarinen
- Rudolph Schindler
- Karl Friedrich Schinkel
- Shigeru Ban
- Otto Wagner
- Wright
- Zaha Hadid